# فولوديمير هناتوفيتش زابولوتني
فولوديمير هناتوفيتش زابولوتني (بالأوكرانية: Володимир Гнатович Заболотний، بالإنجليزية: Volodymyr Hnatovych Zabolotny) (13 أغسطس 1898 – 3 أغسطس 1962) كان مهندسًا معماريًا سوفيتيًا وأوكرانيًا. هو مؤسس أكاديمية الهندسة المعمارية في أوكرانيا ومصمم مبنى البرلمان الأوكراني وقصر الحكومة بخاركيف.

## روابط خارجية
- فولوديمير زابولوتني في ويكيميديا كومنز